# شطايبي
شطايبي هي مدينة سياحية تقع غرب ولاية عنابة بالجزائر.
تحدها من الشرق مدينة سرايدي ومن الغرب بلدية المرسى -سكيكدة-سميت بهذا 

## التسمية

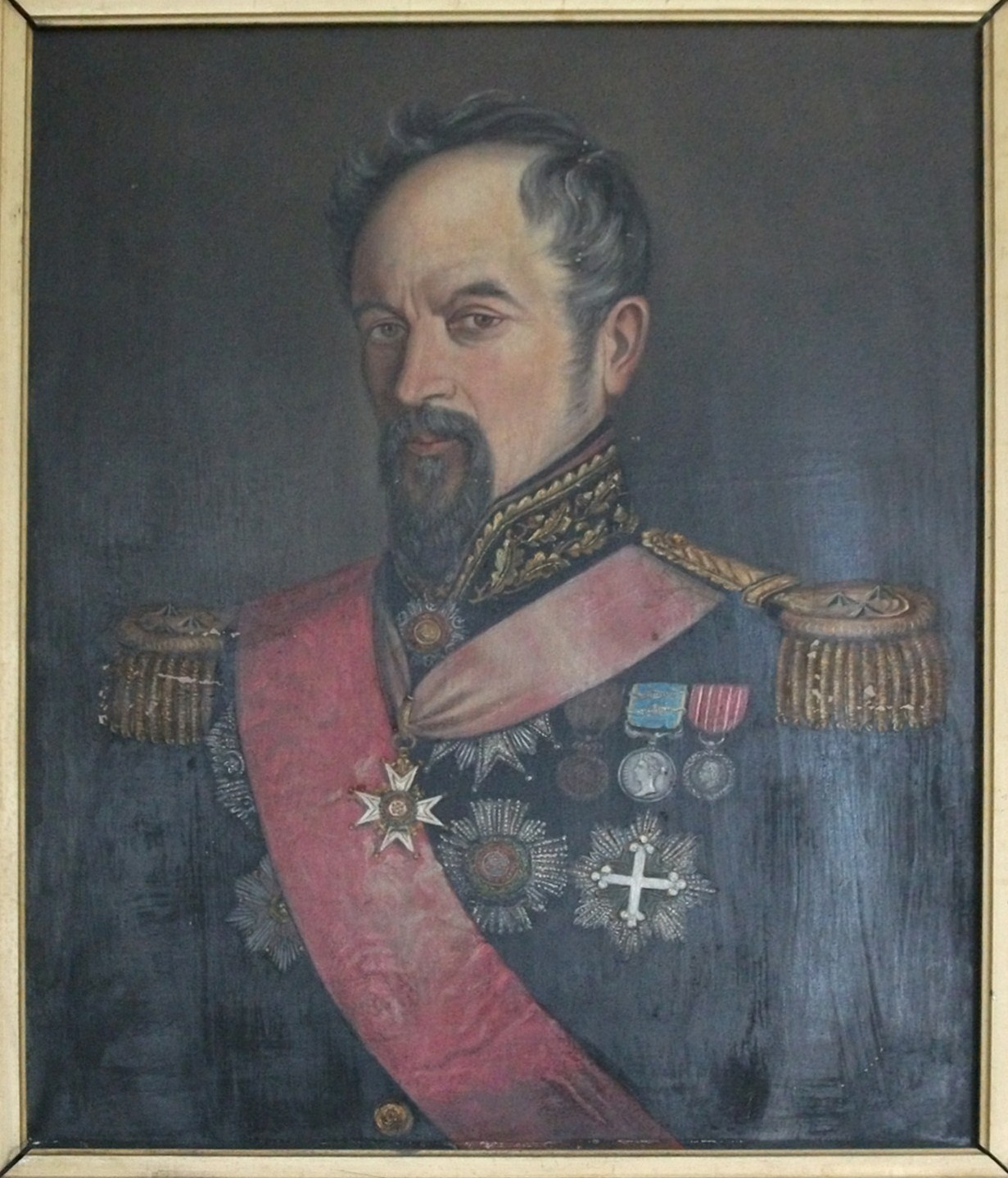
إيميل هربيون الذي سميت المدينة باسمه في عهد الفرنسيين

كانت ومازالت مدينة مهمة ومرفأ روماني طبيعي ومنطلقا لطريق نحو الغرب - كان بها مناجم لإستخراج الصخور المغماتية البركانية والتي كانت تصدر لروما.
تسمى حاليا تكوش وهي كلمة مستنبطة من التسمية الأصلية الأمازيغية «تيكوش».
كان اسمها من 1869 إلى 1962 (بالفرنسية: herbillon) نسبتا للجنرال الفرنسي إيميل هربيون الذي ساهم في الحملة الفرنسية لاحتلال الجزائر تغير بعد استقلال الجزائر سميت بشطايبي نسبتا لشطايبي عمار الذي قتل أثناء مقاومته للإستعمار الفرنسي للجزائر، وهي عبارة عن شبه جزيرة [بحاجة لمصدر] وتقابلها جزيرة صغيرة هي جزيرة كاف عمار، ويقطونها حوالي 10000 نسمة 
جزيرة ڤلڤاميز هي جزيرة تابعة لبلدية شطايبي ولاية عنابة شرقي الجزائر، وهي جزيرة تكسوها الأشجار وتسكنها الطيور، وهي بمثابة جنة فوق الأرض.

## معرض صور

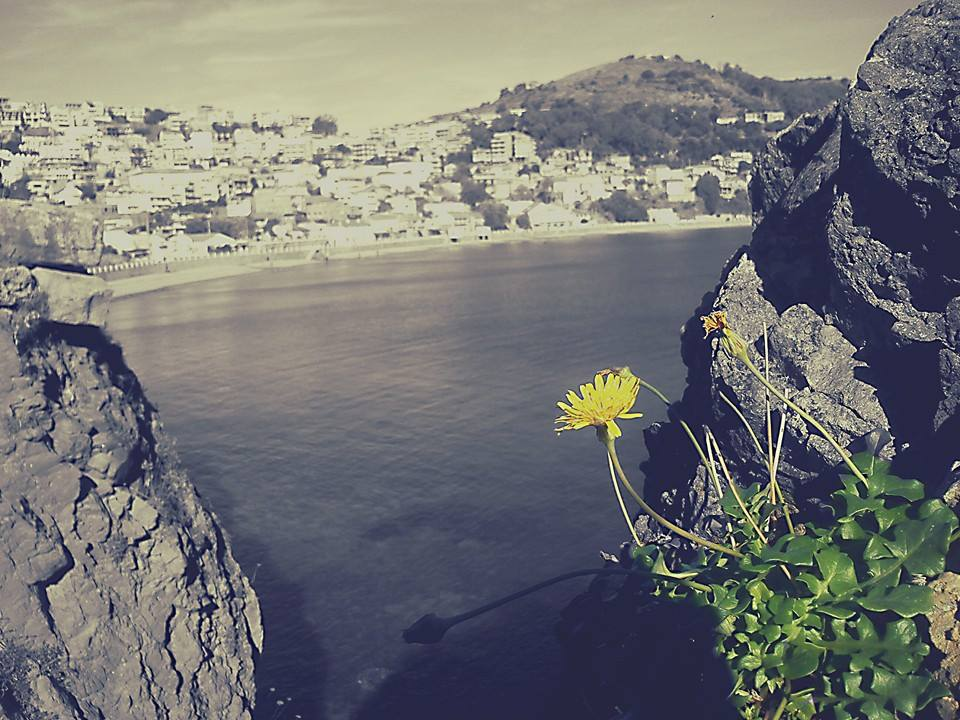
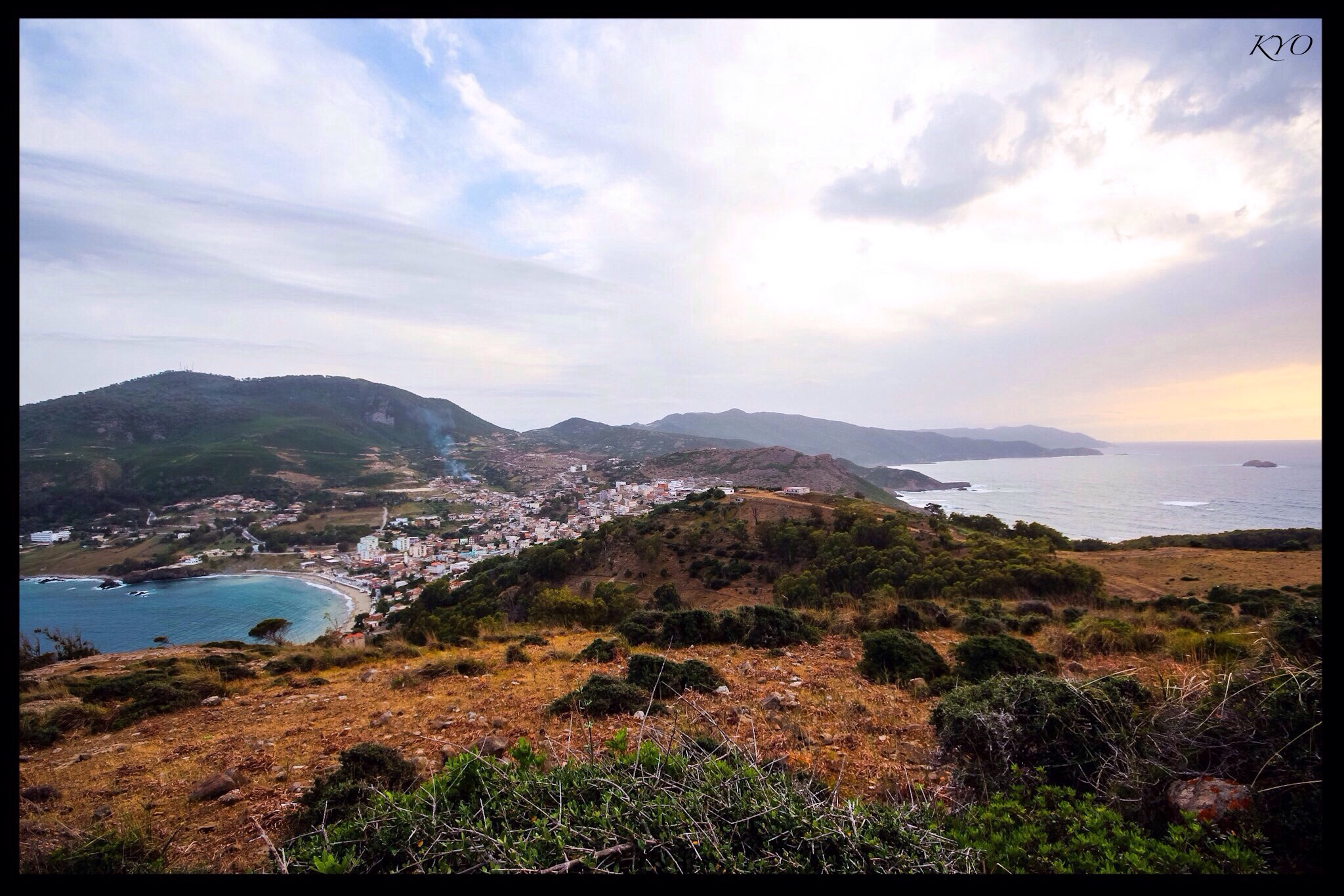
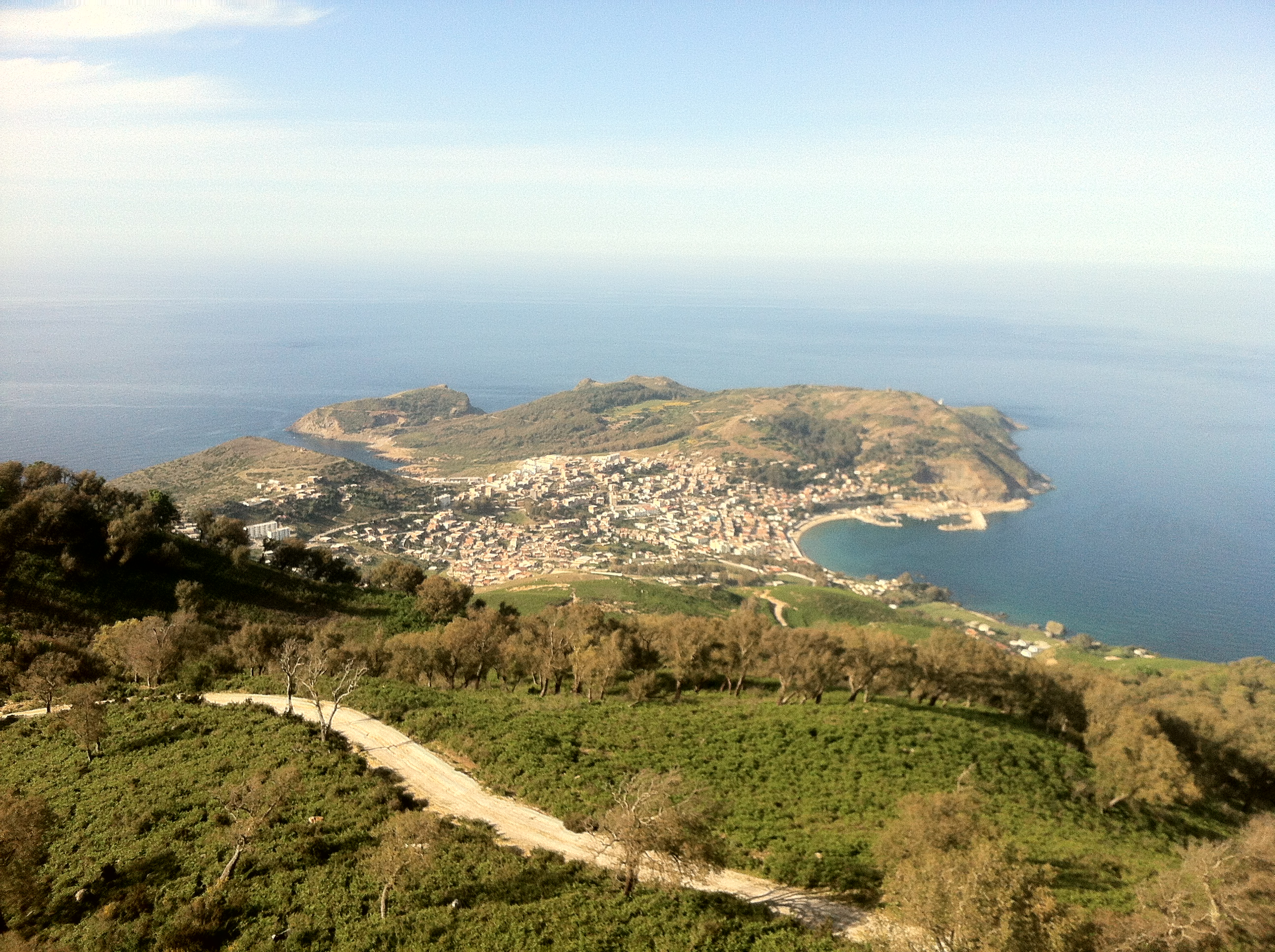

- 1=chetaibi herbillon annaba bona algeria